# Eastern Parkway – Brooklyn Museum
Eastern Parkway – Brooklyn Museum – stacja metra nowojorskiego, na linii 2, 3 i 4. Znajduje się w dzielnicy Brooklyn, w Nowym Jorku i zlokalizowana jest pomiędzy stacjami Grand Army Plaza i Franklin Avenue. Została otwarta 23 sierpnia 1920.